# Della Vittoria
Della Vittoria è il quindicesimo quartiere di Roma, indicato con Q. XV.
Il toponimo indica anche la zona urbanistica 17B del Municipio Roma I di Roma Capitale.

## Geografia fisica

### Territorio
Si trova nell'area nord della città, a ridosso delle Mura aureliane e del fiume Tevere.
Il quartiere confina:
- a nord-ovest con il suburbio S. XI Della Vittoria[1]
- a est con i quartieri Q. XVIII Tor di Quinto[2] e Q. I Flaminio[3]
- a sud con il rione R. XXII Prati[4]
- a ovest con il quartiere Q. XIV Trionfale[5]

La zona urbanistica confina:
- a nord-est con la zona urbanistica 20X Foro Italico
- a est con la zona urbanistica 2C Flaminio
- a sud con la zona urbanistica 1C Prati
- a sud-ovest con la zona urbanistica 17C Eroi
- a ovest con la zona urbanistica 19A Medaglie d'Oro

## Storia e Architettura
È fra i primi 15 nati nel 1911, e sarà ufficialmente istituito nel 1921 con il nome di Milvio. Nel 1935 verrà rinominato con il nome attuale in riferimento alla vittoria nella prima guerra mondiale.
L'area è storicamente zona di esercitazioni militari in virtù del suo terreno pianeggiante, e fu per questo territorio di molte battaglie storiche. La più celebre avvenuta in quest'area è la battaglia di Ponte di Milvio del 312 d.c., dove l'imperatore Costantino I sconfisse Massenzio. Si dice che sempre in quest'area, Costantino ebbe la visione in cui un angelo gli suggerì di far portare ai soldati il segno di Cristo per vincere la battaglia. Anche in tempi moderni, prima di essere edificata era usata dall'esercito che vi svolgeva esercitazioni militari e la zona era per questo chiamata Piazza d'Armi.
Il quartiere fu urbanizzato all'interno del piano regolatore generale elaborato nel 1909 da Edmondo Sanjust di Teulada sotto l'amministrazione di Ernesto Nathan. Il piano del quartiere usato fu quello elaborato da un urbanista tedesco, Joseph Stubben. I primi sviluppi nell'area avvengono in occasione dell'esposizione nazionale organizzata nel 1911 per il cinquantenario dell'Unità d'Italia. Nella zona corrispondente all'attuale lungotevere delle Armi, infatti, vennero costruiti padiglioni ed edifici che avevano il fine di mostrare lo stile architettonico dell'epoca. Alcune opere costruite negli anni 1910 sono ancora oggi esistenti: caratteristici soprattutto i villini come il Villino Allegri a via Nicotera progettato da Marcello Piacentini, in stile eclettico ispirato alla secessione viennese ma anche le eleganti case dell'Istituto Romano di Beni Stabili di Giovanni Battista Milani a viale Mazzini, in uno stile che anticipa quello del barocchetto romano e il Villino Luciani a piazza delle Cinque Giornate, in uno stile barocchetto medievaleggiante.
Nel 1921 la cooperativa ARS, formata da intellettuali e artisti, propose al Comune di Roma un progetto per la realizzazione di 13 villini pensati appositamente per essere atelier di artisti, che in quel periodo erano vittime di espulsioni e sfratti dai luoghi storici dei loro studi come via Margutta. Il progetto fu realizzato anche grazie al coinvolgimento dell'architetto Enrico del Debbio, e ancora oggi sono presenti alcuni dei villini l'ARS: a via Achille Papa (attuale sede Allianz Bank), a via Eleonora Pimentel e il Villino Mistruzzi a viale Carso dove dal 2019 è stata collocata una targa in memoria dello scultore Aurelio Mistruzzi e della moglie, entrambi di origine ebraica, e che proprio nel villino nascosero molti ebrei durante le persecuzioni. Probabilmente fu anche grazie all'iniziativa dell'ARS che della Vittoria divenne un quartiere di riferimento per i pittori e per tutti gli artisti. Molti, infatti, scelsero di abitarci: il pittore Gino Severini a viale Mazzini, il pittore Giacomo Balla che visse in via Oslavia e la cui casa è un museo visitabile a partire dal 2021 su iniziativa del Maxxi, lo scrittore Alberto Moravia presso il lungotevere della Vittoria la cui casa è anch'essa un museo visitabile, il pittore e incisore Luigi Bartolini a via Oslavia, il pittore Tano Festa a viale Mazzini, il pittore e incisore Paolo Paschetto che visse nel villino ARS a via Pimentel, lo scrittore Andrea Camilleri che visse in via Asiago.
Lo sviluppo urbanistico del quartiere continuò in maniera più intensiva a partire dagli anni '20 e durante il ventennio fascista. Le prime case furono quelle costruite dall'Istituto Case Popolari fra via Sabotino e via Monte Nero: quattordici fabbricati, alcuni demoliti negli anni sessanta. Alcuni esempi di questa seconda fase di sviluppo sono il ninfeo di piazza Mazzini progettato da Raffaele de Vico, il Liceo Terenzio Mamiani e la Scuola Elementare Ermenegildo Pistelli entrambe progettate da Vincenzo Fasolo con un linguaggio architettonico ancora legato al barocchetto romano. L'isolato di case popolari ancora presenti tra via Oslavia, via Vodice, via Monte Santo e via Sabotino progettate da Innocenzo Sabbatini, sono anch'esse in tipico stile barocchetto anni '20 con svariati elementi decorativi quali bugnati, timpani, logge, altane e stemmi monumentali. Sempre in stile secessionista sono degni di nota gli edifici a via Eleonora Pimentel in stile neomanieristico ad opera dell'architetto Mario de Renzi e la casa Coop Leonardo in via Avezzana dell'architetto Alberto Calza Bini.
Architettonicamente il quartiere testimonia il passaggio dallo stile eclettico anni '20 al razionalismo fascista. A partire dalla metà degli anni '20 e fino alla fine degli anni '30, infatti, vediamo il proliferare di opere razionaliste nel quartiere. Alcuni esempi sono il Foro Italico, inaugurato nel 1923 come Foro Mussolini ad opera dell'architetto Enrico del Debbio, Palazzo Farnesina, attuale Ministero degli Esteri, la cui costruzione iniziò nel 1932 con il nome di Palazzo Littorio progettato dagli architetti Enrico Del Debbio, Arnaldo Foschini e Vittorio Ballio Morpurgo, il Ponte Duca d'Aosta completato nel 1939 a opera di Vincenzo Fasolo, la caserma Montezemolo (1935) in via Baiamonti dell'architetto Vittorio Cafieri, ex caserma Mussolini e attuale sede degli uffici della Corte dei Conti, l'Istituto storico e di cultura dell'Arma del Genio presso il lungotevere della Vittoria e l'Ufficio Postale di viale Mazzini (1935) ad opera dell'architetto Armando Titta.
È in questa fase, nel 1938, che il quartiere venne ridenominato "delle Vittorie" con riferimento alla conquista etiopica e di nuovo riportato all'originale denominazione nel secondo dopoguerra. Ancora oggi, il quartiere è spesso erroneamente chiamato Delle Vittorie e molti esercizi commerciali portano ancora questa dicitura. Ne è un esempio il Teatro delle Vittorie.
Negli anni '60 il quartiere è nuovamente oggetto di un'interessante sperimentazione architettonica, stavolta legata al movimento modernista. Ne sono testimonianza gli edifici ad opera di Venturino Ventura nei pressi del lungotevere della Vittoria in via Ciro Menotti (1959 circa) e in via Giovanni Nicotera (1960 circa) che rimandano all'architettura modernista di Frank Lloyd Wright. Sempre di Venturino Ventura, anche le particolarissime palazzine di via Gomenizza alle pendici di Monte Mario. A piazza Monte Grappa è presente l'Edificio Philips costruito nel 1960 per l'omonima azienda dal celebre architetto Gio Ponti. L'edificio ha una struttura in vetro e ferro, con uno stile che richiama quello dei grattacieli ed è attualmente sede dell'azienda Leonardo. Nei dintorni di piazzale Clodio troviamo altri esempi di architettura modernista, come la palazzina ad opera di Luigi Pellegrin (1955-1958) a piazzale Clodio e la Palazzina San Maurizio (1961-63) a via Romeo Romei ad opera di Luigi Moretti. La Palazzina San Maurizio presenta una struttura caratterizzata da balconi circolari e da giochi di luce e volumi di inspirazione barocca ed è testimonianza dell'originalità dello stile di Moretti, considerato da Robert Venturi un anticipatore del movimento postmodernista.

## Della Vittoria e la Rai
L'opera architettonica sicuramente più nota risalente a questo periodo è l'Ufficio della Direzione Generale RAI di viale Mazzini (1965) progettata da Francesco Berarducci. Oltre al valore architettonico (prima struttura interamente in acciaio di Roma), l'edificio, e soprattutto la scultura del cavallo antistante ad opera dello scultore siciliano Francesco Messina, sono diventati un simbolo del quartiere. Il legame tra la RAI e Della Vittoria inizia già dai primi anni della costruzione del quartiere, quando negli anni '30 il governo fascista vuole costruire una sede adeguata per l'EIAR. Viene costruita a questo scopo la sede di via Asiago inaugurata nel 1932, progettata dall'architetto ed esperto di acustica Marchesi Cappai, con tecnologie e tecniche di insonorizzazione all'avanguardia per l'epoca. Lo stile architettonico rispecchia quello del resto del quartiere a quel tempo in pieno sviluppo, rifacendosi ai modelli del barocchetto romano. All'interno è caratterizzato da uno stile art decò e presenta decorazioni sui pavimenti e bassorilievi ancora oggi presenti che si rifanno al tema della musica e della radio. Nel 1944 la sede di via Asiago cambia denominazione da l'EIAR a RAI, Radio Audizioni Italia. Nel 1957 viene inaugurato il Centro Produzione Rai di via Teulada sempre ad opera di Francesco Berarducci. Nel centro sono presenti vari studi televisivi ancora attivi che videro la nascita di programmi storici quali il Musichiere e Canzonissima. Altra sede storica RAI nel quartiere è il teatro delle Vittorie in via Col di Lana, nato nel dopoguerra come teatro di varietà e poi acquistato per volere di Pippo Baudo dalla RAI proprio in virtù della sua posizione strategica in prossimità degli altri studi RAI. Il teatro delle Vittorie ospitò molte trasmissioni storiche tra gli anni '70 e 2000, ed è tutt'oggi utilizzato per la produzione di game show come I Soliti Ignoti. La presenza degli studi RAI rende tutt'oggi il quartiere intrinsecamente legato al mondo della televisione e del cinema.

### Stemma
D'argento al monte sormontato dal labaro di Costantino.

## Monumenti e luoghi d'interesse

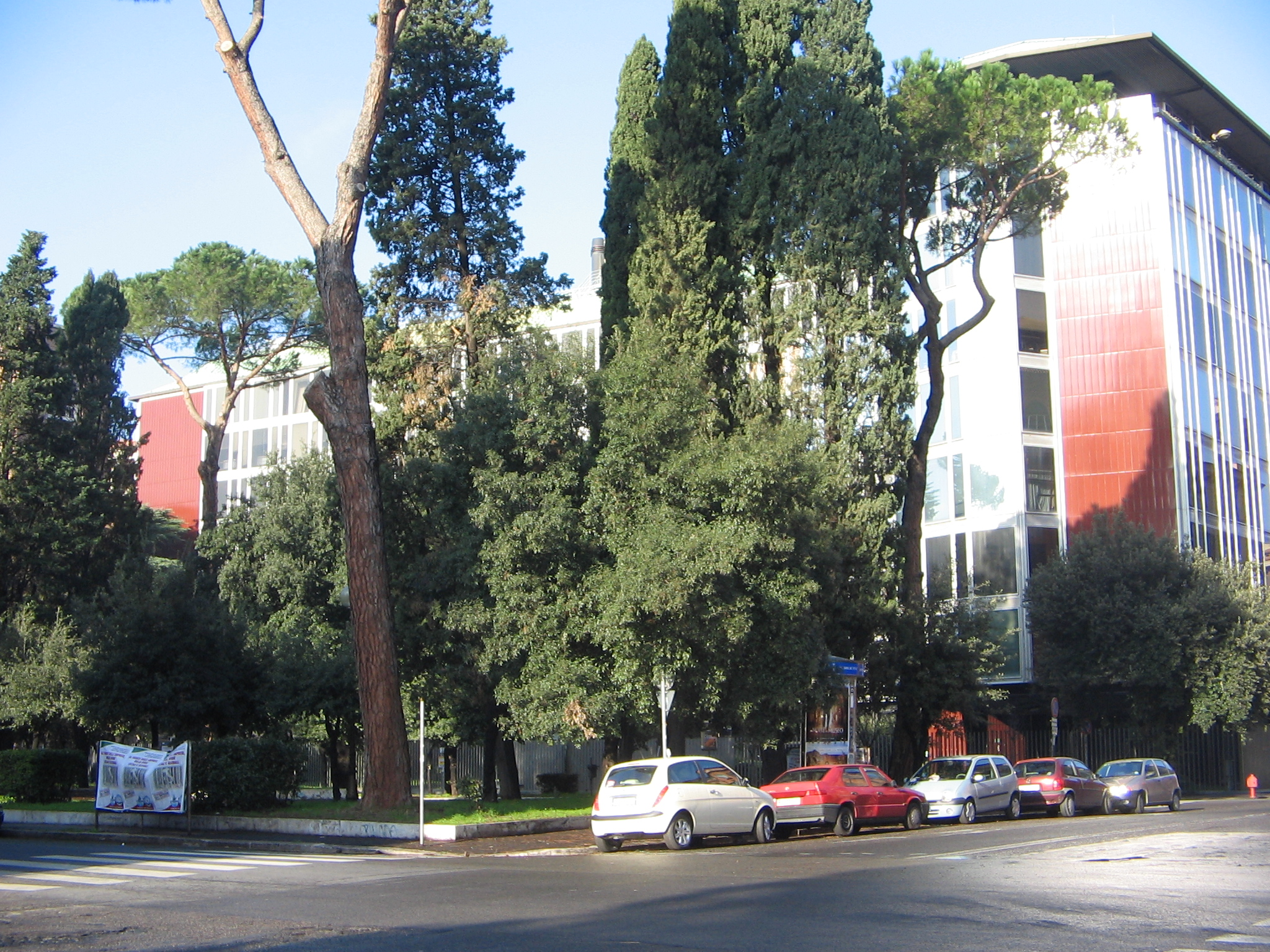
Il palazzo della Rai di viale Mazzini

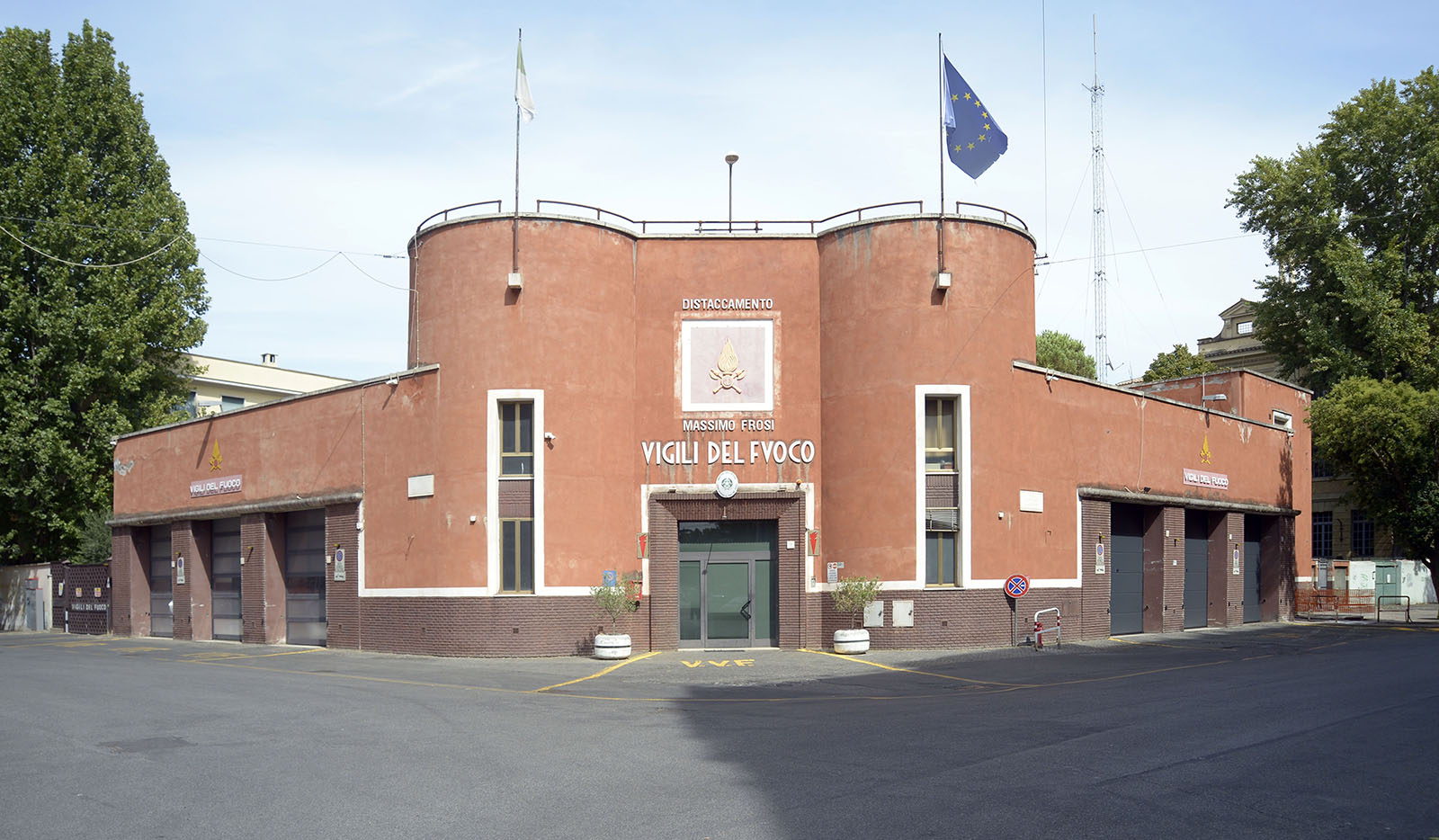
La caserma Vigili del Fuoco a via Caposile

### Architetture civili
- Villa Madama, su via di Villa Madama. Villa del 1518-1525.
- Palazzo della Farnesina, su piazzale della Farnesina. Edificio del XX secolo.
- Palazzo della Corte dei conti, su viale Giuseppe Mazzini.

Sede della Sezione giurisdizionale per la Regione Lazio della Corte dei conti.
- Città Giudiziaria di Roma, su piazzale Clodio.

Comprende la Procura della Repubblica di Roma, la Corte d'Appello di Roma, la Corte d'Appello di Roma Sezione Lavoro, l'Ufficio del Casellario Giudiziale, il Tribunale Ordinario di Roma Settore Penale, l'Ufficio del Casellario Giudiziale e il Palazzo di Giustizia Commissariato di Polizia.
- Palazzo della Rai di viale Giuseppe Mazzini.
- Palazzo della Rai di via Asiago.
- Palazzo della Radio
- Centro Rai di via Teulada.
- Palazzo delle Poste, su viale Giuseppe Mazzini. Edificio del 1933-1935.

Progetto dell'architetto Armando Titta.
- Villa Mazzanti, su via Gomenizza. 41.922956°N 12.454455°E

Sede di RomaNatura, Ente Regionale per la Gestione del Sistema delle Aree Naturali Protette nel Comune di Roma.
- Villa Mellini, su viale del Parco Mellini. 41.922421°N 12.452394°E

Sede dell'Osservatorio astronomico di Roma e del Museo Astronomico e Copernicano.
- Villa Stuart, su via Trionfale. 41.927641°N 12.450609°E
- Casali Strozzi, lungo il viale Giovanni Falcone e Paolo Borsellino.[35]

Complesso di due edifici di proprietà della famiglia Strozzi, uno del XV secolo 41.918331°N 12.453143°E e l'altro del XVI secolo 41.918282°N 12.452133°E disposti lungo il tracciato della antica via Francigena.
- Palazzina San Maurizio, su via Romeo Romei. Edificio del 1962.[36] 41.917785°N 12.450706°E

Progetto dell'architetto Luigi Moretti.
- Casa delle Armi o Accademia della Scherma, su viale dei Gladiatori. Edificio razionalista del 1962.[37] 41.926354°N 12.456858°E

Progetto dell'architetto Luigi Moretti.

### Architetture religiose

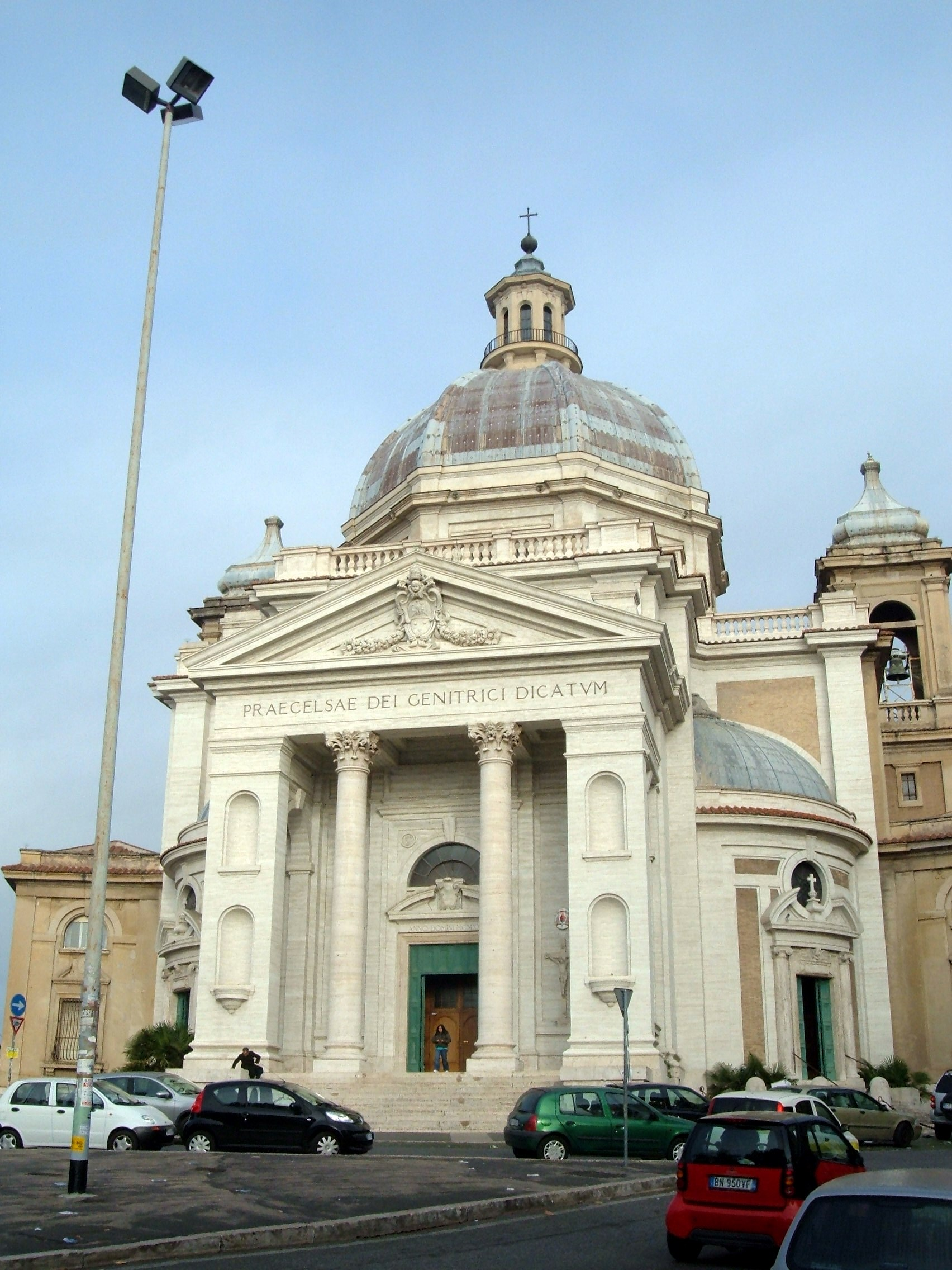
La chiesa della Gran Madre di Dio

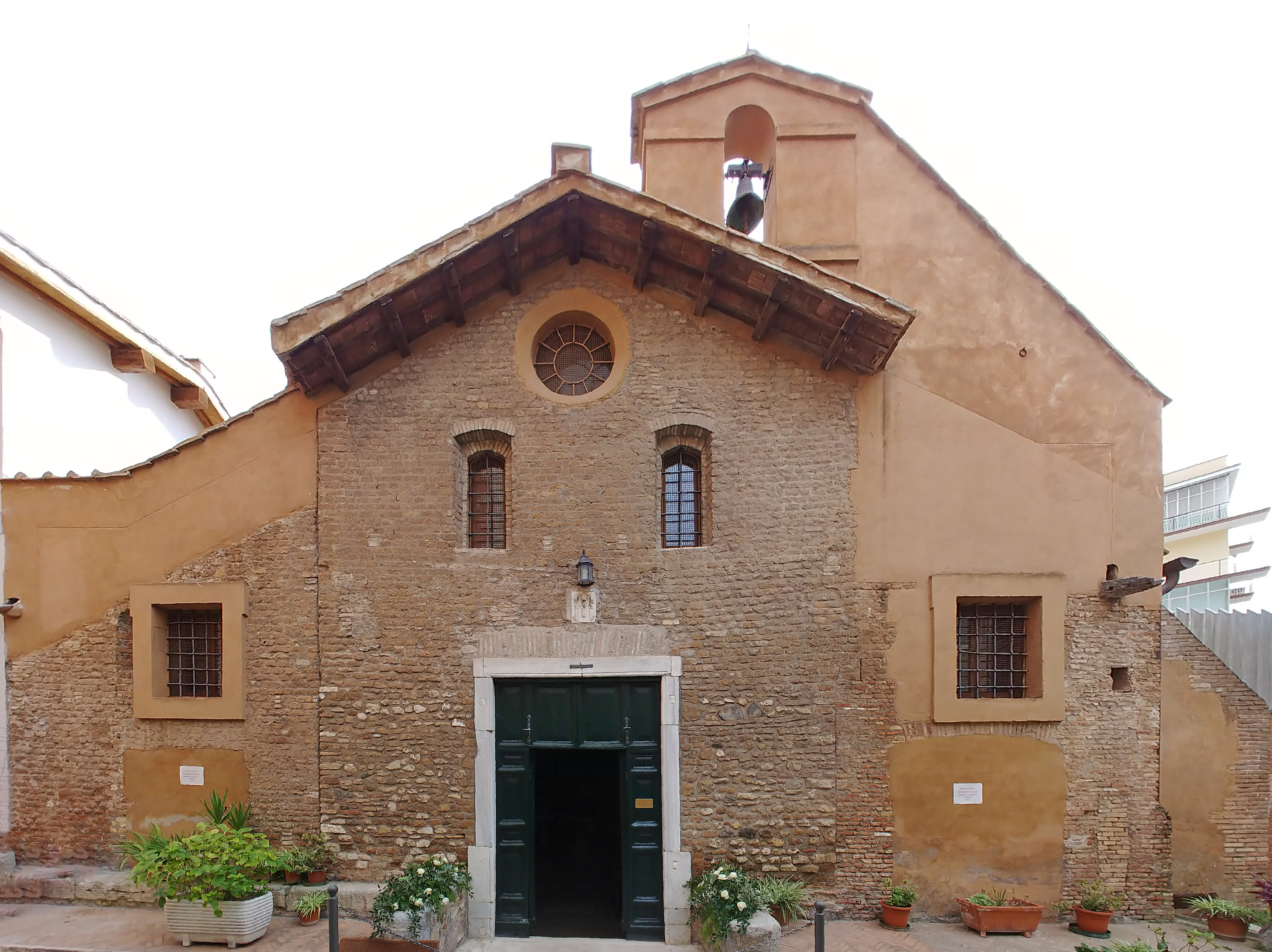
Chiesa di San Lazzaro

- Chiesa di San Francesco d'Assisi a Monte Mario, su piazza di Monte Gaudio.
- Basilica del Sacro Cuore di Cristo Re, su viale Mazzini.
- Chiesa della Gran Madre di Dio, su piazzale di Ponte Milvio.
- Chiesa di Santa Maria Regina Apostolorum, su via Giuseppe Ferrari.
- Chiesa di Santa Lucia, nella Circonvallazione Clodia.
- Chiesa di Santa Chiara a Vigna Clara, su piazza dei Giuochi Delfici.
- Chiesa di Santa Maria Mater Dei, su via della Camilluccia.

Parrocchia eretta il 1º novembre 1978 con il decreto del cardinale vicario Ugo Poletti "Sua Santità".
- Chiesa di Santa Giovanna Antida Thouret, nella Circonvallazione Clodia.
- Chiesa di San Lazzaro, su via Borgo San Lazzaro.
- Chiesa della Madonna del Rosario, su via Trionfale.
- Cappella di San Filippo Neri di Villa Cidonio, su via Cassia. Settecento.
- Cimitero Militare Francese, su via dei Casali di Santo Spirito.

### Architetture militari
- Forte Monte Mario, nel settore centrale della riserva naturale di Monte Mario. Forte del XIX secolo.
- Caserma «Col. Giuseppe di Montezemolo», già «Benito Mussolini», su largo Don Giuseppe Morosini. Caserma del 1937.

Sede degli Uffici centrali della Corte dei conti.
- Istituto storico e di cultura dell'Arma del Genio, sul lungotevere Della Vittoria. Edificio del 1937-1940.

L'istituto venne costituito con decreto del 28 giugno 1934, in sostituzione del Museo storico del Genio, e per il quale venne progettato e costruito l'edificio.

### Architetture scolastiche

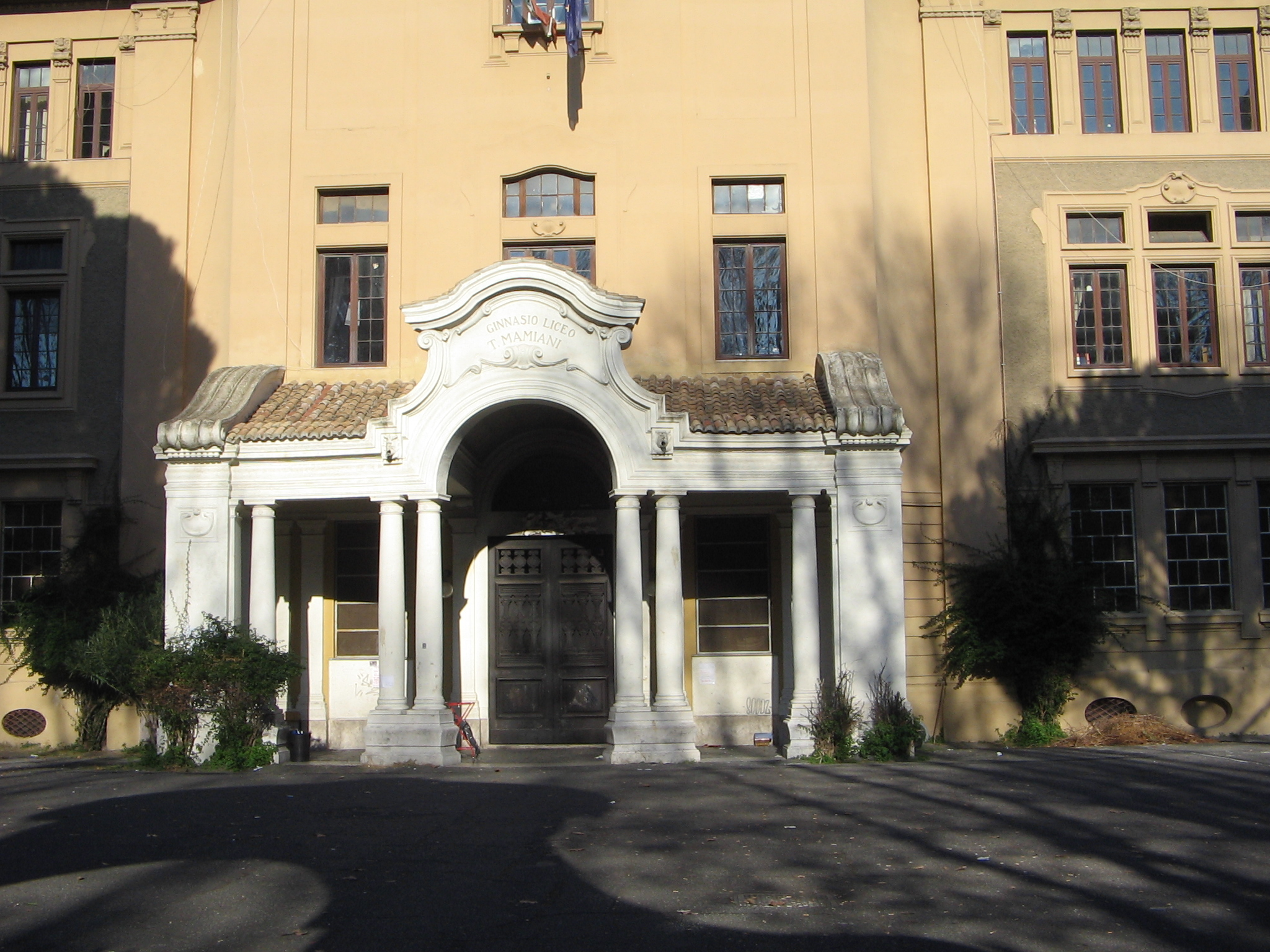
Liceo Mamiani

- Scuola materna ed elementari Ermenegildo Pistelli, costruita nel fascismo, la scuola può ospitare circa 2500 bambini, tra materna ed elementari, e fornita di due grandi giardini e una mensa
- Liceo Scientifico Statale Farnesina, su via dei Giuochi Istmici. Nato nel 1982 a seguito della separazione dal Liceo Scientifico Pasteur. Il liceo comprende altre due sedi, Robilant e Gosio più alcune classi nell'edificio su via Ferrante Aporti.
- Liceo ginnasio statale Terenzio Mamiani, su viale delle Milizie. Edificio in stile neobarocco del 1921-1923.[38]

Progetto dell'architetto Vincenzo Fasolo. Il complesso ospita anche la scuola secondaria di I grado "Giuseppe Gioachino Belli" dell'I.C. Parco della Vittoria, con ingresso su via Antonio Mordini.
- Università degli Studi di Roma Foro Italico, su piazza Lauro De Bosis. Edificio del 1927-1933.

Progetto dell'architetto Enrico Del Debbio. Fa parte del complesso sportivo del Foro Italico.
- Scuola elementare maschile Cristoforo Colombo, su via Gabriele Camozzi. Edificio del 1931-1932.

Progetto dell'ingegner Roberto Marino. Ospita il Liceo scientifico statale Talete.
- Convitto nazionale Vittorio Emanuele II, su piazza Monte Grappa. Edificio del 1935.

### Altro
- Ponte del Risorgimento

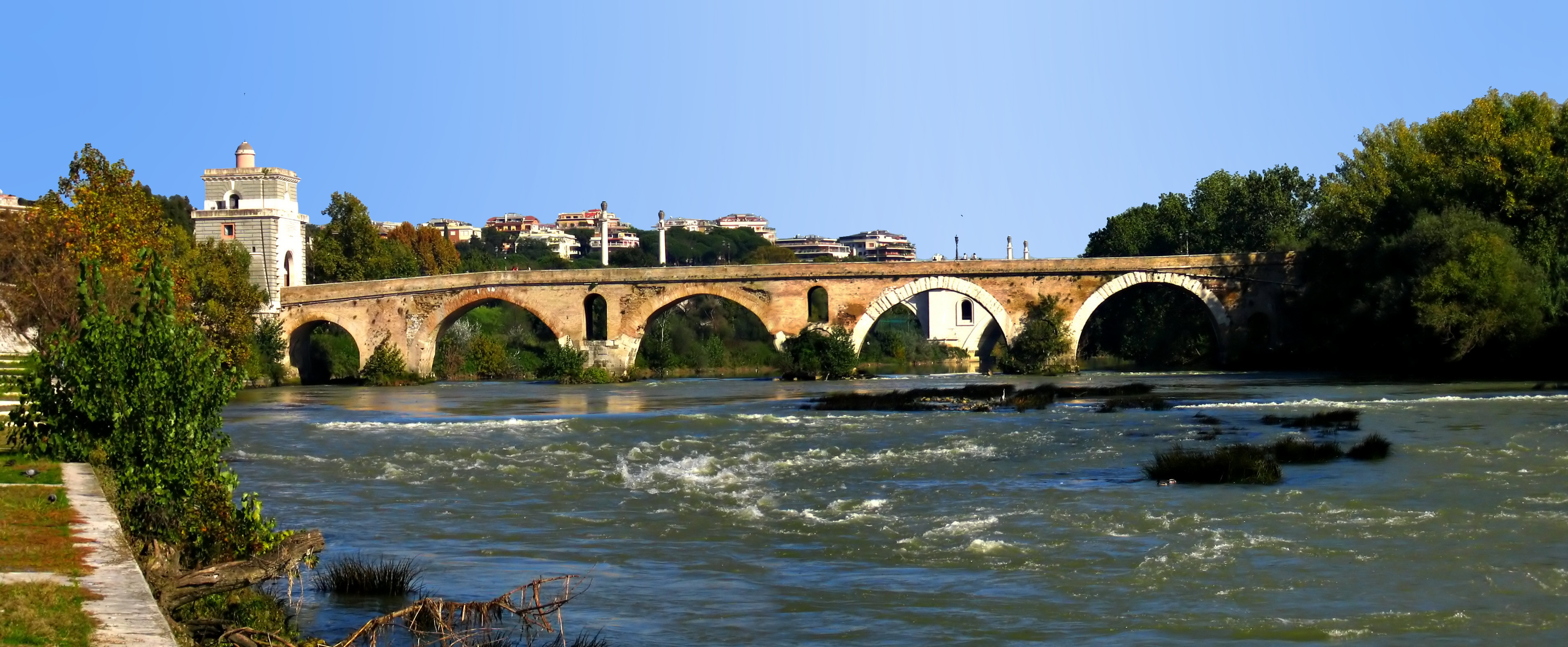
Ponte Milvio

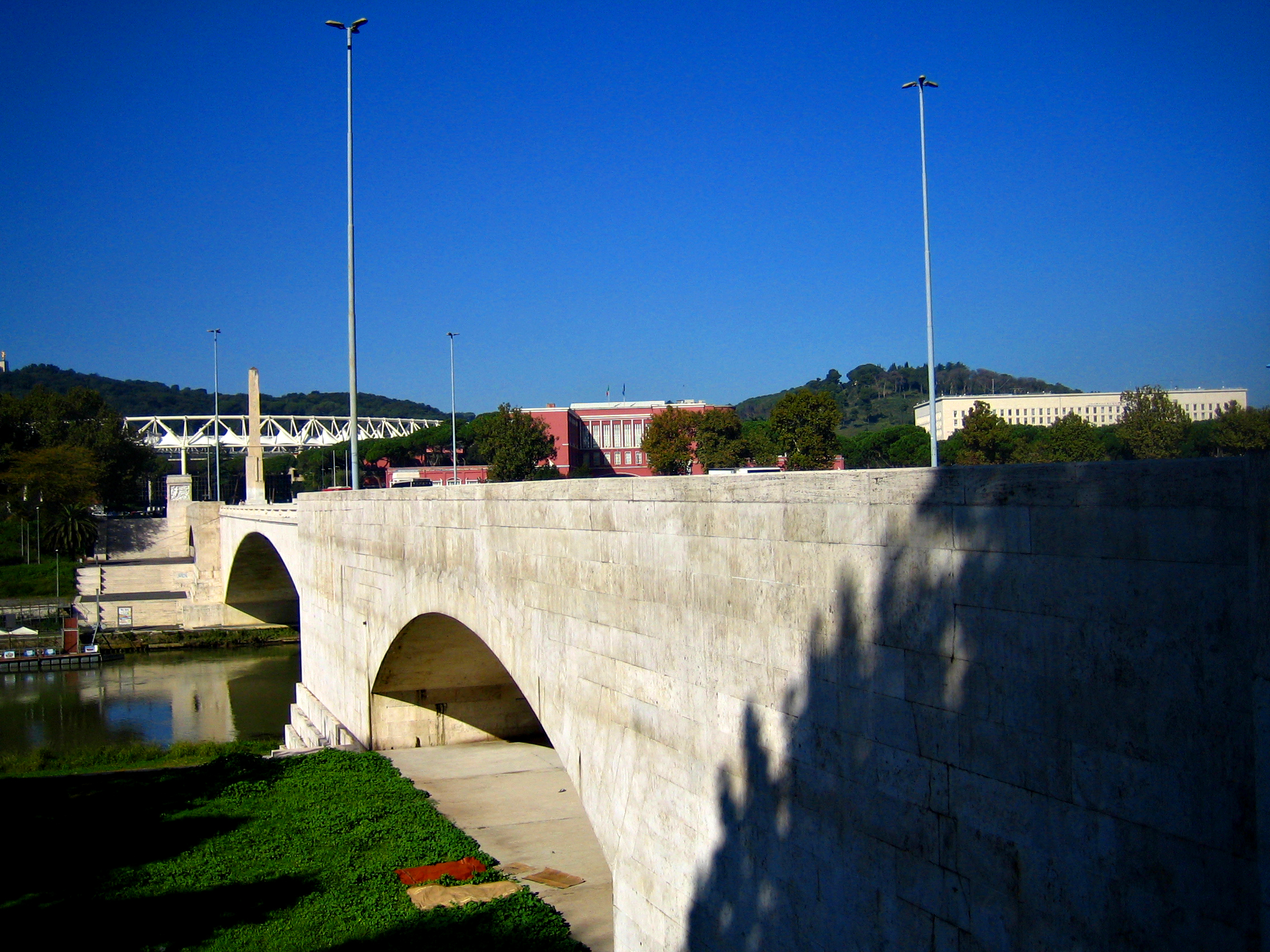
Ponte Duca d'Aosta

- Ponte della Musica-Armando Trovajoli
- Ponte Duca d'Aosta
- Ponte Giacomo Matteotti
- Ponte Milvio
- Fontana di piazza Mazzini, nell'omonima piazza

### Aree naturali
- Riserva naturale di Monte Mario

## Cultura

### Scuole
- Scuola elementare Ermenegildo Pistelli
- Scuola elementare Adelaide Cairoli
- Scuola elementare Raffaele Merelli
- Scuola media Belli-Col di Lana
- Scuola media Dante Alighieri (già Antonio Pacinotti)
- Scuola media Don Orione
- Scuola media Goffredo Petrassi
- Liceo classico Cornelio Tacito
- Liceo scientifico statale Farnesina
- Liceo scientifico statale Talete
- Istituto Ferrara
- Liceo linguistico (ex Istituto magistrale) Gelasio Caetani

### Musei
- Museo di fisica e scienze naturali del Mamiani
- Museo astronomico e copernicano
- Istituto storico e di cultura dell'Arma del genio
- Casa Balla

### Teatro
- Teatro delle Vittorie
- Teatro Manzoni

## Geografia antropica

### Urbanistica
Nel territorio di Della Vittoria si estendono l'omonima zona urbanistica 17B, parte della 20D Farnesina e la 20X Foro Italico.

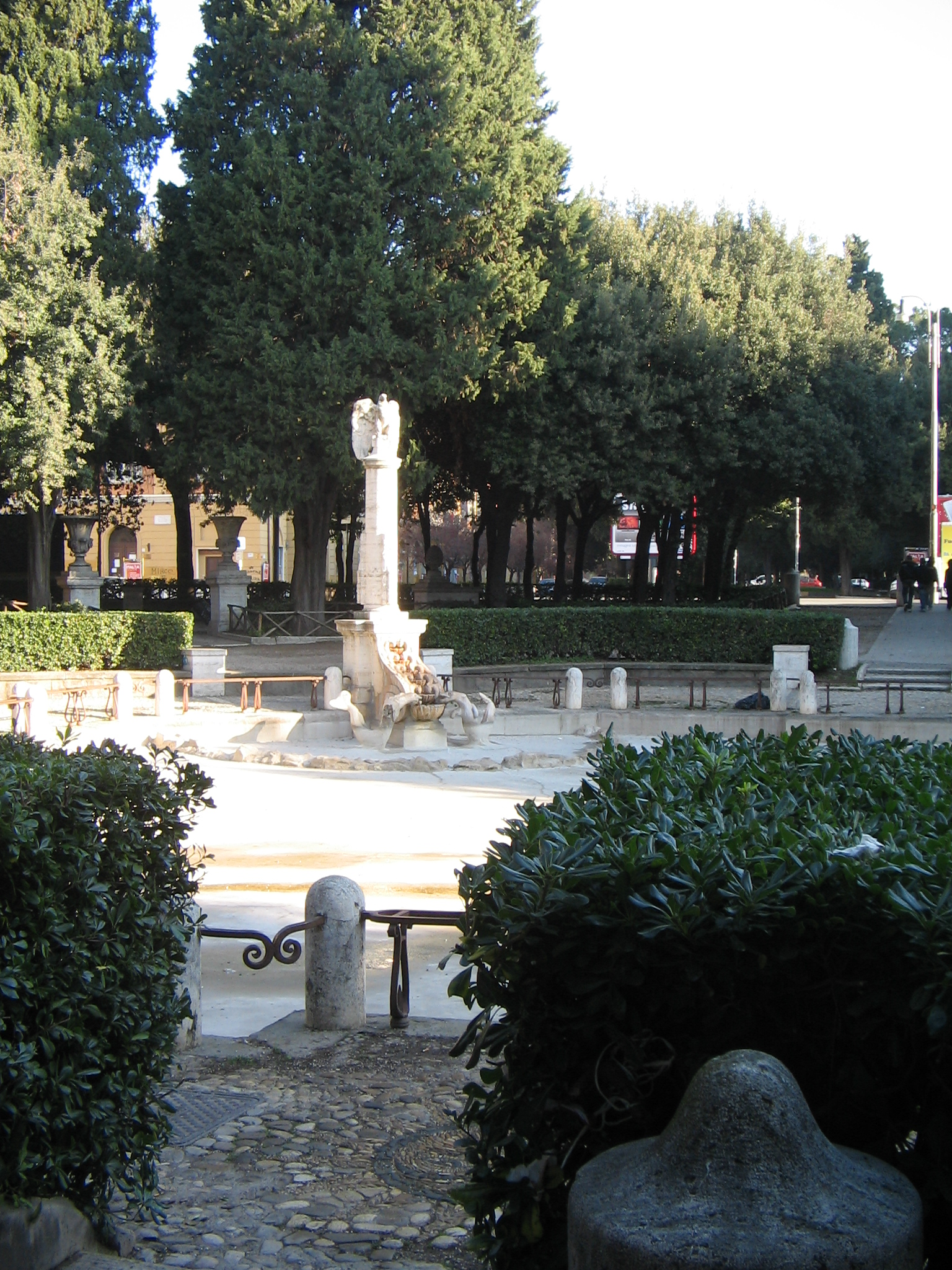
Piazza Mazzini: la fontana

## Sport

### Impianti sportivi

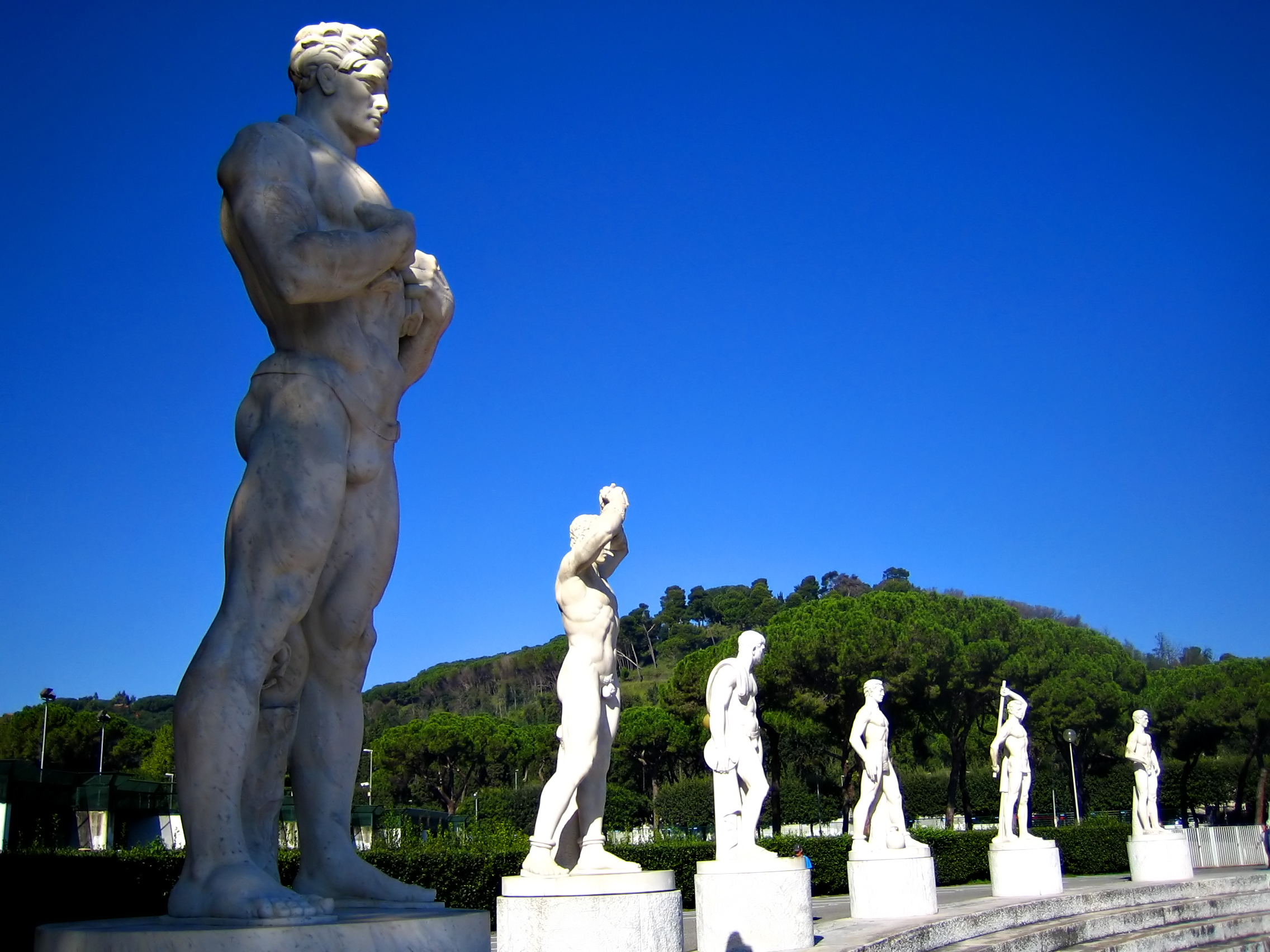
Stadio dei Marmi

- Foro Italico: complesso sportivo del 193.

Del complesso fanno parte le strutture dello stadio Olimpico, dello stadio dei Marmi, dello stadio Olimpico del Nuoto e dello stadio del tennis di Roma.
- Stadio della Farnesina, su via Maresciallo Caviglia. 41.936752°N 12.462886°E
- Casa delle Armi o Accademia della Scherma, su viale dei Gladiatori. Edificio razionalista del XX secolo (1934).[37] 41.926354°N 12.456858°E

Progetto dell'architetto Luigi Moretti.